# Stoline
Stoline (en biélorusse : Столін ; en russe : Столин ; en polonais : Stolin) est une ville de la voblast de Brest, en Biélorussie, et le centre administratif du raïon de Stoline. Sa population s'élevait à 13 269 habitants en 2017.

## Géographie
Stoline est située à une douzaine de kilomètres de la frontière ukrainienne, à 59 km au sud-est de Pinsk, à 215 km à l'est de Brest et à 230 km au sud-sud-ouest de Minsk.

## Histoire
Des découvertes archéologiques récentes suggèrent que le site actuellement occupé par Stoline a été habité dès le XIIe siècle. La première mention écrite de Stoline remonte à 1555. Stoline s'est développée au cœur de la région de Polésie, au bord de la rivière Horyn, au carrefour de deux routes importantes, l'une se dirigeant vers Pinsk, au nord, l'autre vers Davyd-Haradok et Touraw, à l'est. Située à 15 km de la frontière ukrainienne, Stoline est devenue une ville-frontière.
Du XVIe au XVIIIe siècle, Stoline fait partie du grand-duché de Lituanie. Au cours de la guerre russo-polonaise, la ville est incendiée en 1655 par les Cosaques d'Ivan Zolotarenko (ru). Les troupes lituaniennes venues les libérer subissent une lourde défaite lors de la bataille qui a lieu aux abords de la ville. En 1793, après la deuxième partition de la Pologne, Stoline est annexée à l'Empire russe. En vertu du traité de paix de Riga de 1921, la ville fait partie de la Deuxième République de Pologne.
En 1939, peu après la signature du Pacte germano-soviétique et l'invasion de la Pologne orientale par l'Armée rouge, Stoline fut annexée par l'Union soviétique et rattachée à la république socialiste soviétique de Biélorussie. Pendant la Seconde Guerre mondiale, la ville fut occupée par l'Allemagne nazie du 12 juillet 1941 au 7 juillet 1944. En mai 1942, le Ghetto de Stoline fut mis en place, où quelque 7 000 Juifs durent s'entasser dans des conditions précaires. Outre les Juifs de Stoline, il y avait également de nombreux Juifs de Davyd-Haradok. Le 11 septembre 1942, ils furent assassinés à proximité de l'aérodrome de la ville par un escadron de cavalerie allemande, des policiers locaux et des SS du Sicherheitsdienst (SD).

## Population
Recensements (*) ou estimations de la population :
| 1897* | 1921* | 1939* | 1959* | 1970* | 1979* | 1989*  |
| ----- | ----- | ----- | ----- | ----- | ----- | ------ |
| 3 300 | 4 763 | 8 000 | 5 793 | 7 068 | 8 718 | 10 486 |

| 1999*  | 2012   | 2013   | 2014   | 2015   | 2016   | 2017   |
| ------ | ------ | ------ | ------ | ------ | ------ | ------ |
| 12 000 | 12 353 | 12 439 | 12 412 | 12 756 | 12 951 | 13 269 |

## Patrimoine
Stoline abrite un musée d'histoire régionale. Ouvert en 1955, il dispose d'une surface d'exposition de plus de 200 m2 regroupant plus de 11 000 pièces sur le thème de l'archéologie, de l'histoire, de l'ethnographie et de la nature.
Les autres lieux d'intérêt de la ville sont : un pressoir vinicole, un bâtiment historique de la fin du xixe siècle, une yechiva, un cimetière juif, un parc, une synagogue de 1792 (la seule synagogue du xviiie siècle préservée en Biélorussie) ainsi que l'église de l'Ascension (1938).

### Galerie

Images d'archive
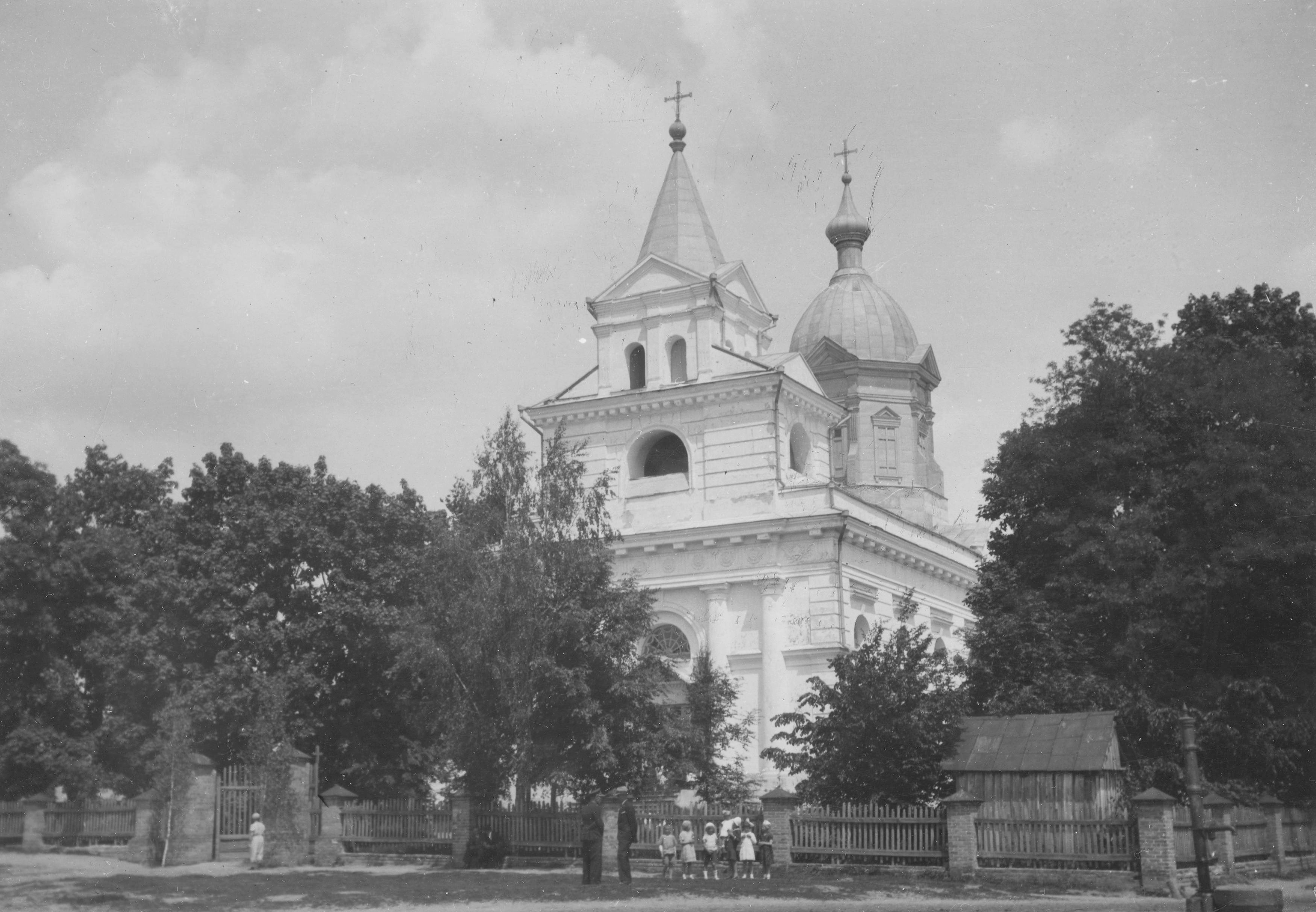
Église catholique
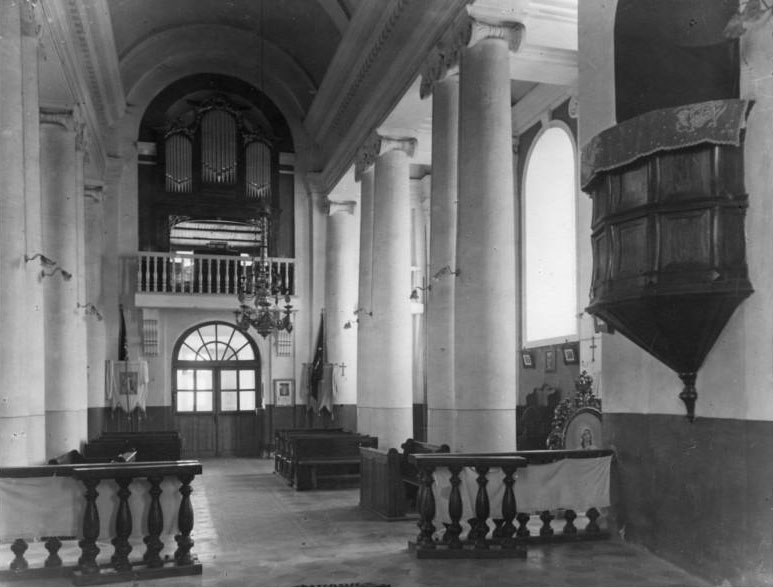
Église catholique, intérieur
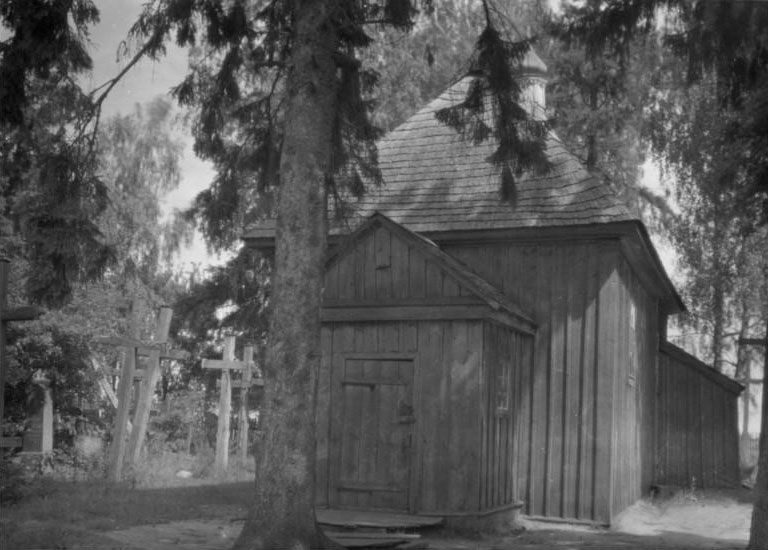
Église du cimetière
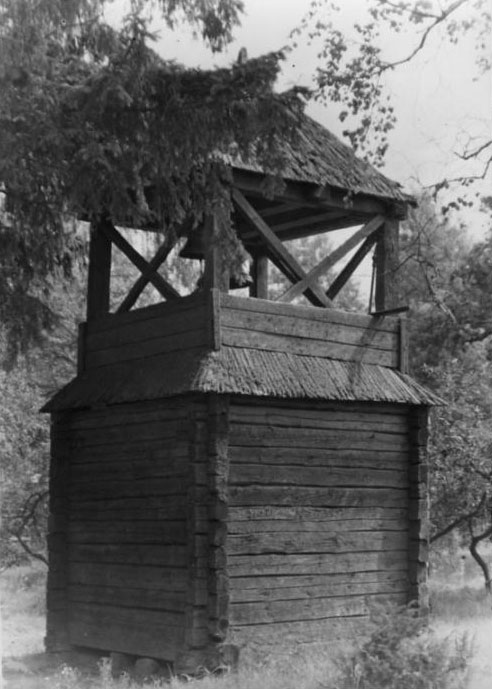
Clocher
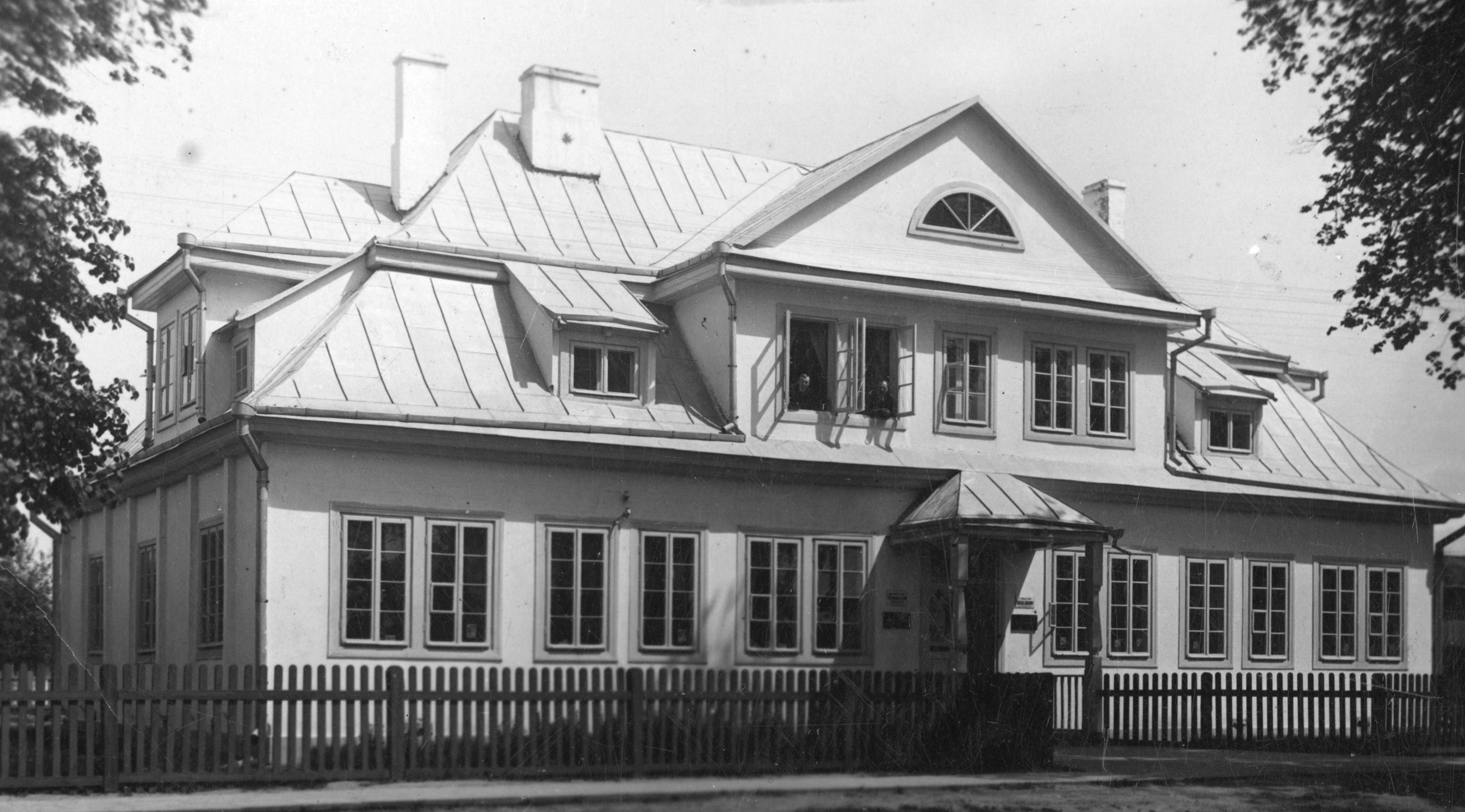
Administration
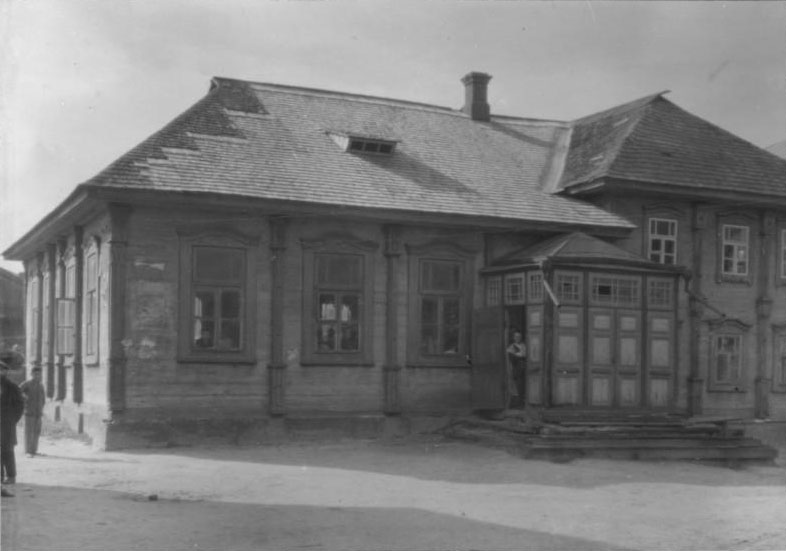
Bâtiment ancien en bois
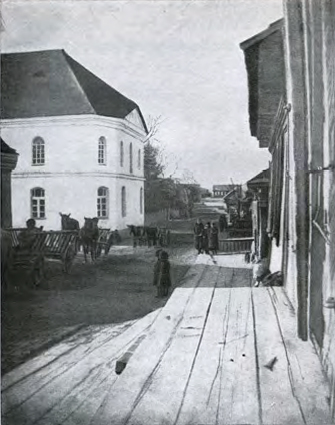
Rue
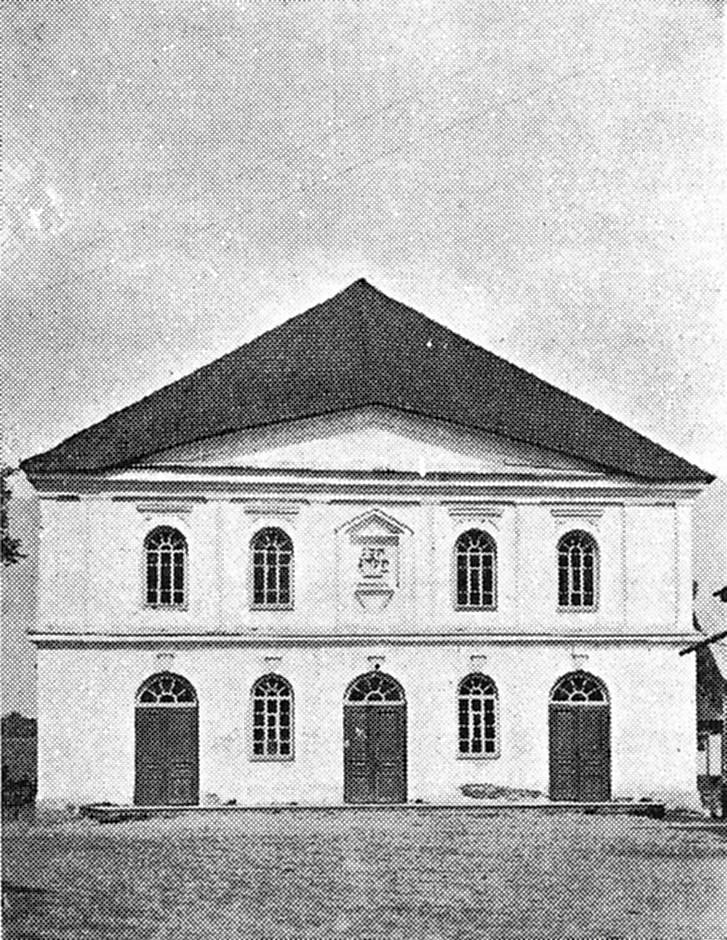
Synagogue

Bâtiments modernes
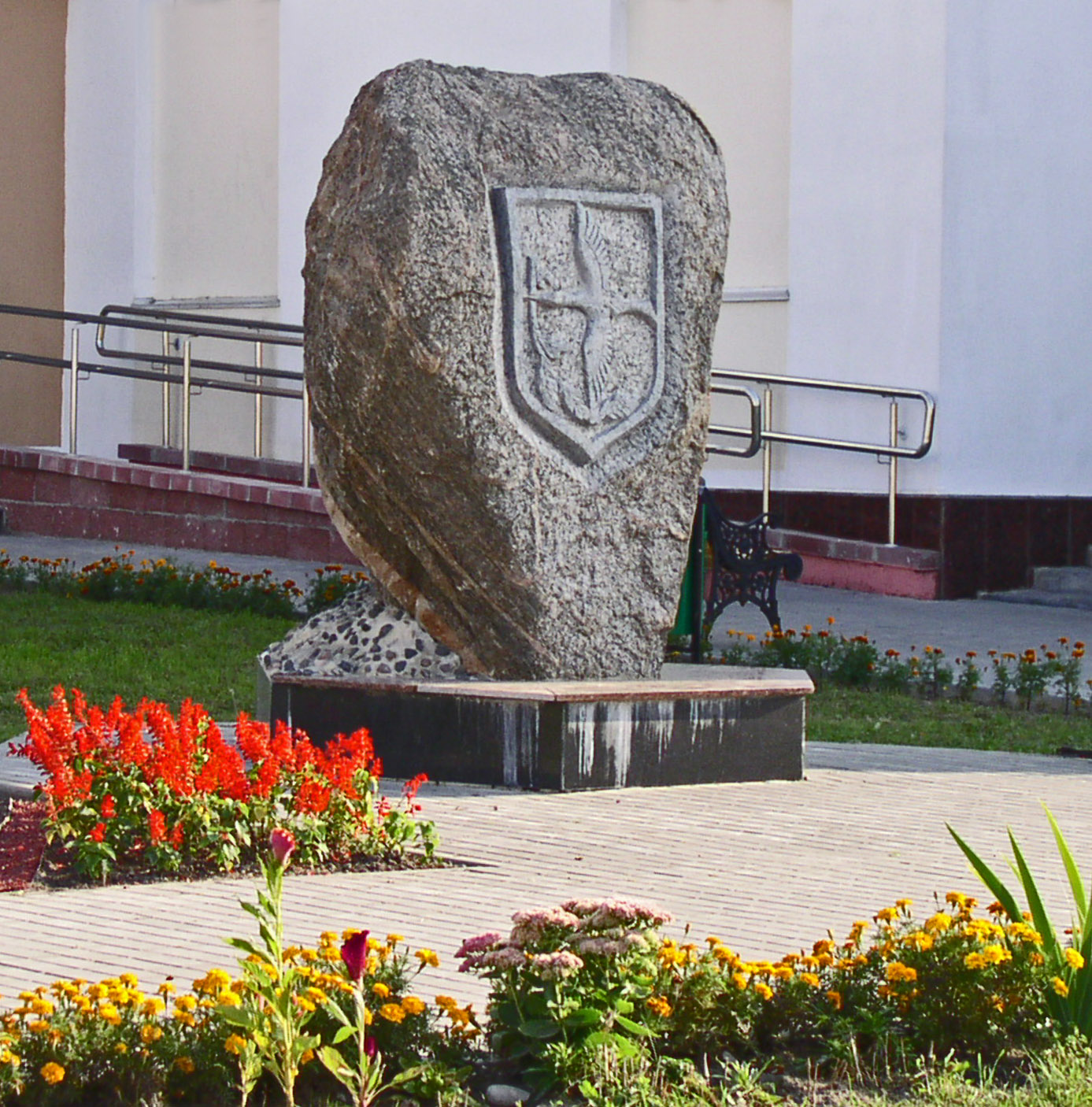
Bloc de pierre représentant le blason de la ville
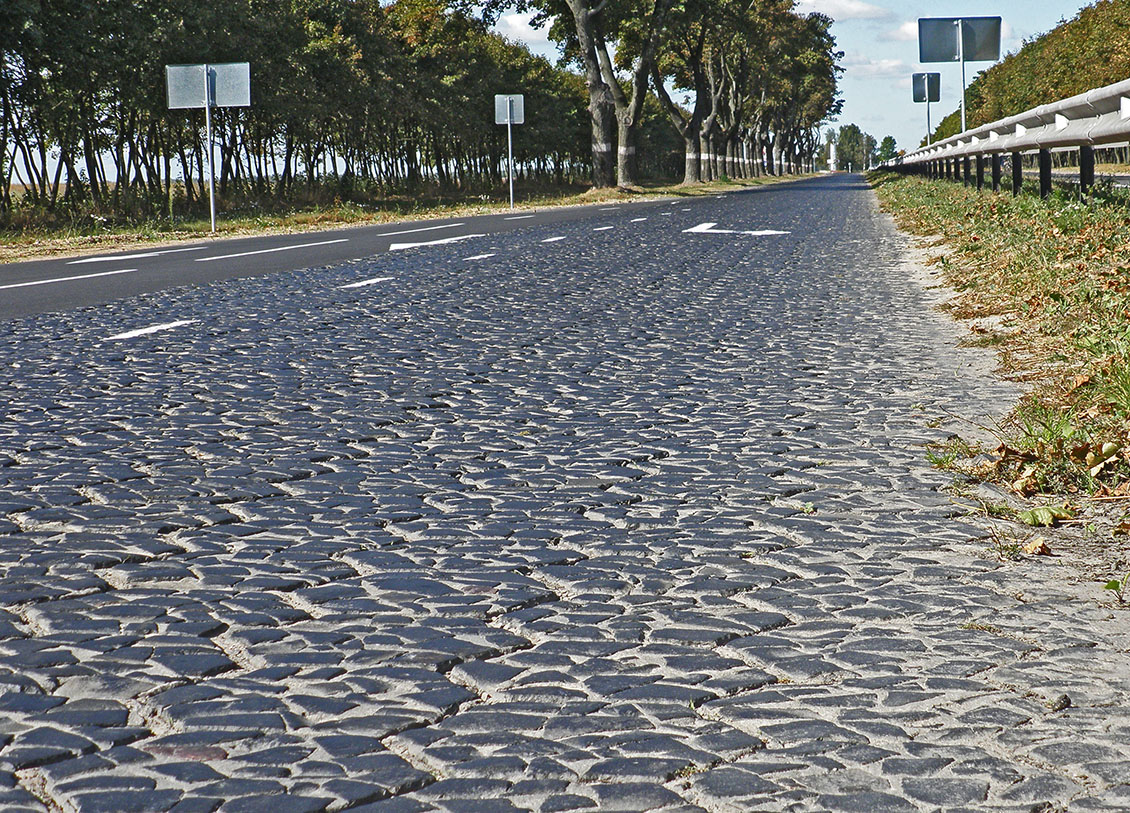
Rue pavée
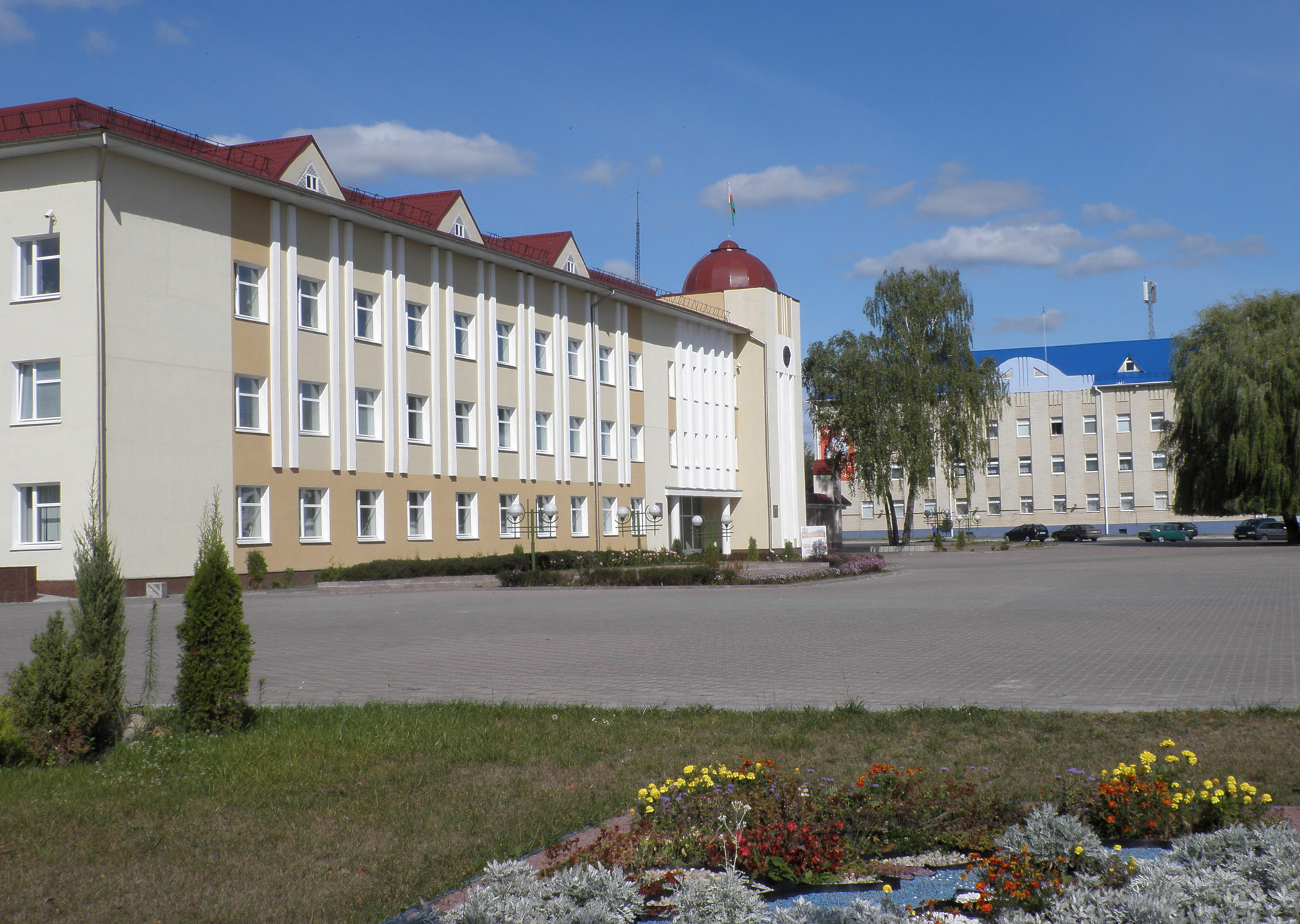
Centre-ville
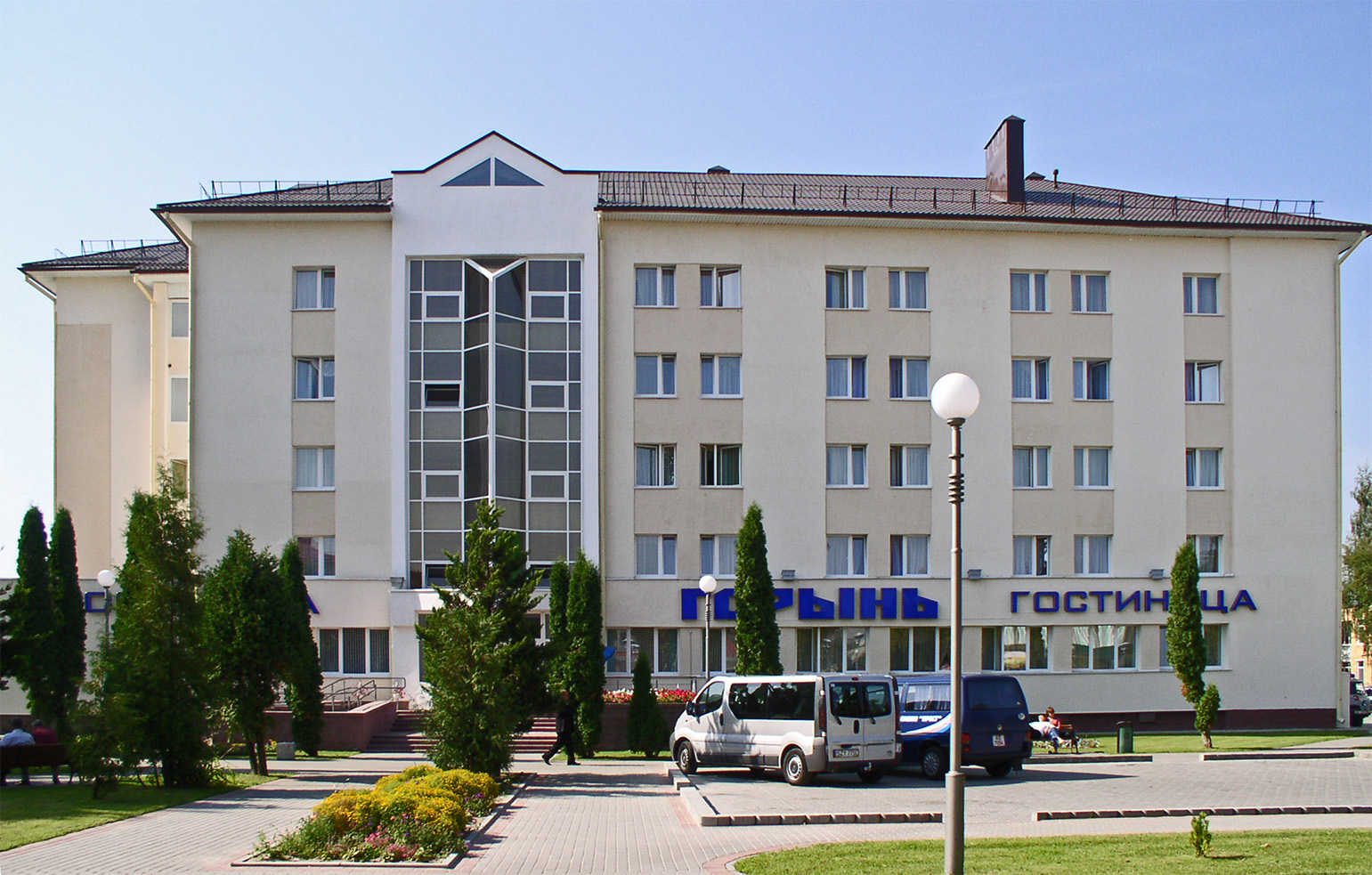
Hôtel «Гарынь»

## Personnalités liées à la ville
- Nadzeya Astapchuk (1980), athlète biélorusse spécialiste du lancer du poids.

## Jumelage
La ville est jumelée à :
- Skopine (Russie) depuis 2014
- Homberg (Allemagne)
- Ikšķile (Lettonie)
- Żywiec (Pologne)
- Zdolbouniv (Ukraine)